# Нильссон, Йёран
Йёран В. Нильссон (швед. Göran W. Nilsson, в некоторых источниках Нильсон; 5 января 1941, Хальмстад — 29 декабря 2007, Стокгольм) — шведский дирижёр и пианист.
В десятилетнем возрасте поступил в Королевскую высшую музыкальную школу, учился в классе фортепиано Улофа Виберга, позднее изучал теорию музыки у Эрланда фон Коха и Мельхера Мельхерса, дирижирование у Тура Манна. Совершенствовался в Лондоне у Илоны Кабош и в Париже у Марселя Чампи.
В 15 лет дебютировал в Стокгольме как солист.
Как дирижёр начинал работать в Стокгольмской опере репетитором (1964—1970), затем в 1969—1974 гг. дирижировал Симфоническим оркестром Шведского радио, работал также на Шведском радио как продюсер музыкальных программ.
В 1974—1993 (с перерывом в 1981—1983 гг.) художественный руководитель Симфонического оркестра Эребру. Осуществил ряд записей шведской симфонической музыки XIX—XX веков.